# Nahicseván zászlaja
Nahicseván Azerbajdzsán autonóm területe Örményország és Irán között. Zászlaja 1991-ig és 1993 óta ismét megegyezik az azerivel. Oldalainak aránya 1:2. 
1991 és 1993 között a szeparatisták újat használtak, amely az azeri és az örmény zászlók sajátos keveréke. A zászlónak három vízszintes sávja van: kék, vörös és sárga. A vörös sáv rúdrészére pedig egy sárga félhold és csillag került. 1993 óta nem hivatalos státusú.

Zászló 1937–40 között